# Agence française de développement
L'Agence française de développement (AFD), est une institution financière publique qui met en œuvre la politique de développement de la France, agit pour combattre la pauvreté et favoriser le développement durable. Présente en Afrique, en Asie, au Moyen-Orient, en Amérique Latine, dans la Caraïbe et l'Outre-mer, cet établissement public finance et accompagne des projets qui améliorent les conditions de vie des populations, soutiennent la croissance économique et protègent la planète.
En 2020, le groupe AFD (composé de Proparco, filiale destinée au secteur privé, et d’Expertise France) a engagé 12,1 milliards d’euros dans 996 nouveaux projets de développement tous secteurs confondus.
Le groupe finance et accompagne environ 4 000 projets, dans 115 pays et en Outre-mer. Ses équipes sont basées à Paris, à Marseille et dans un réseau de 85 agences à travers le monde,. Environ 3 000 collaborateurs travaillent pour le groupe AFD.

## Histoire

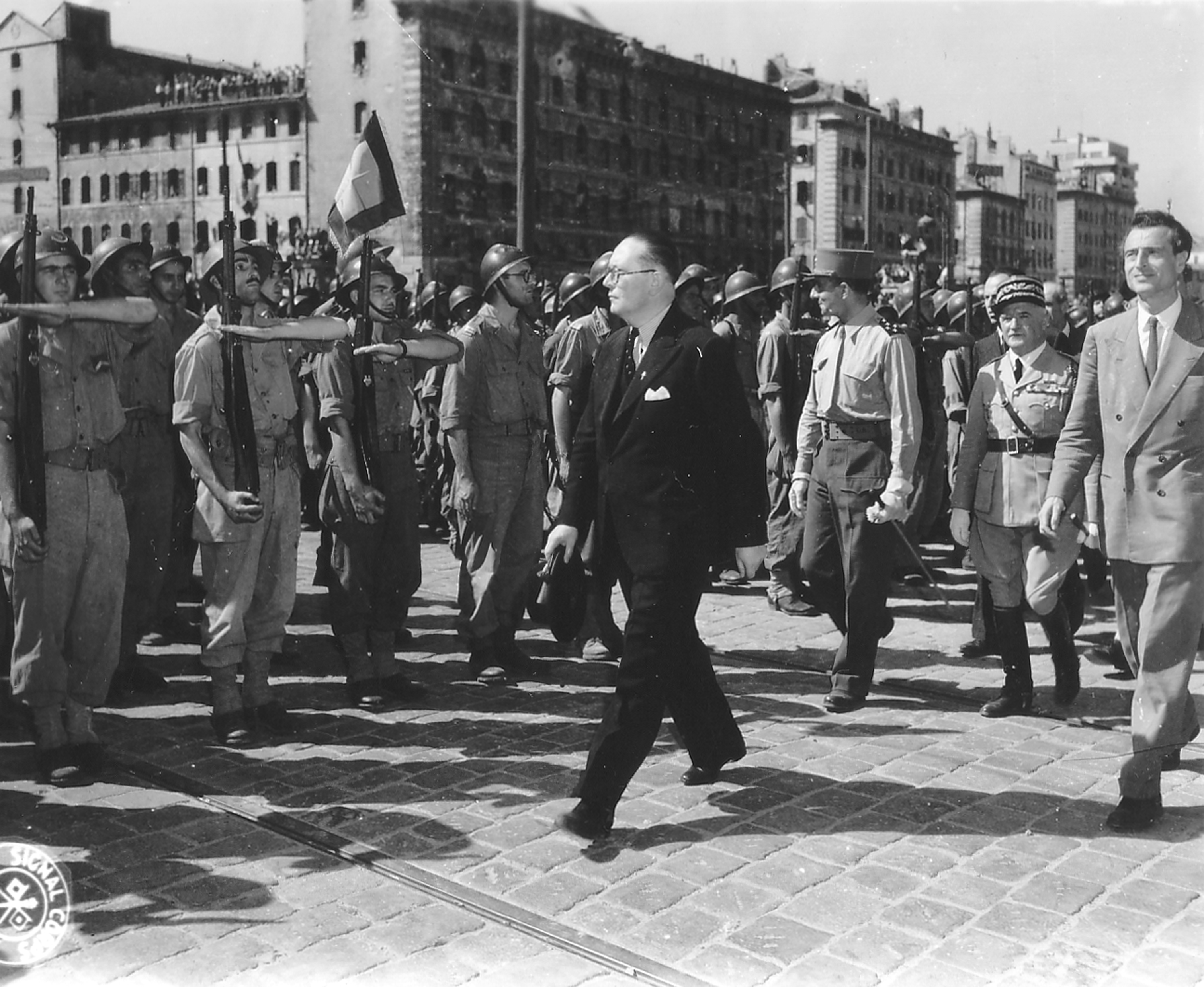
Au centre, André Diethelm, premier directeur de la CCFL (Marseille, 1944).

### Fondation
Le 2 décembre 1941, Charles de Gaulle crée la Caisse centrale de la France Libre (CCFL) par ordonnance à Londres. Il en confie la direction à Pierre Denis. La Caisse centrale assure l’émission monétaire, le Trésor public et le contrôle des changes du gouvernement en exil. Elle permet de faire face aux besoins de gestion financière et monétaire de la France libre et des territoires ralliés. La caisse était chargée, par l’ordonnance du 2 décembre 1941, « d'émettre, et de faire émettre  ou de prendre en charge les billets  dans les territoires de la France libre », ainsi que d'assurer le contrôle des changes (ordonnance du 24 juillet 1942).
La Caisse centrale est installée à Dakar dès l’année suivante, en 1942, puis à Alger fin 1943.
Un an avant la fin de la Seconde Guerre mondiale, Pierre Mendès France, commissaire aux Finances, décide de transformer la caisse en la chargeant du financement du développement économique et social de l'Outre-mer. Elle devient la Caisse centrale de la France d'Outre-mer (CCFOM) le 2 février 1944, puis s'établit à Paris après la Libération. Sa compétence se limite désormais aux territoires ultra-marins. Elle conserve toutefois son rôle d'émission monétaire.
André Postel-Vinay succède à Pierre Denis en 1944, et reste à la tête de l’établissement jusqu’en 1973.
La Caisse centrale porte la loi du no 46-860 du 30 avril 1946, qui instaure le Fonds d’investissement pour le développement économique et social des territoires d’Outre-mer (FIDES). Cette loi définit les bases du futur système français de coopération, qui permet d’intervenir avec des subventions de l’État et des prêts de la Caisse.
La Caisse centrale apporte des prises de participation et des prêts, en complément des subventions publiques. Elle a pour missions de gérer ce fonds, de fonder des sociétés d’État (pour créer des infrastructures et moderniser les territoires), et d’assurer les fonctions de banque de développement. La CCFOM accorde des prêts directement aux collectivités et aux établissements publics.
La première agence de la CCFOM ouvre à Brazzaville en 1947. Son rôle est de soutenir les acteurs économiques et le développement social sur le terrain.

### Années 1950-1960: coopération économique
Le processus de décolonisation en Afrique conduit en 1958 la CCFOM à changer de nom qui devient Caisse centrale de coopération économique (CCCE), un établissement public et une institution financière spécialisée. Sa mission se transforme : financement, prêts, émissions d’emprunts, conseil. La priorité est donnée à la qualité et à la faisabilité des projets.
Entre 1955 et 1959, la Caisse centrale perd progressivement ses missions monétaires au profit de deux établissements publics, l'Institut d'émission des départements d'outre-mer (IEDOM) créé en 1959 et l'Institut d'émission d'outre-mer (IEOM) créé en 1967. De son côté, le Fonds d'aide et de coopération (FAC) remplace le FIDES.
En 1961, la Caisse crée le Centre d’études financières, économiques et bancaires (CEFEB) pour contribuer à la formation des cadres susceptibles de gérer les projets financés par la Caisse.
En 1963 est remis au gouvernement le rapport « La politique de coopération avec les pays en voie de développement » qui formule des propositions pour la politique française de coopération.
La Caisse centrale fusionne avec la Caisse d'équipement pour le développement de l'Algérie (CEDA) en 1968.

### Années 1970-1980: extension du domaine géographique
À partir de 1975, l’État élargit le périmètre géographique de la Caisse : elle peut désormais intervenir dans des pays anglophones et lusophones du continent africain et à Haïti. Ses activités évoluent : l’État l’autorise à consentir des financements aux conditions du marché. Au fur et à mesure, la Caisse centrale se déploie dans de nombreux pays.
En 1977, la Société de promotion et de participation pour la coopération économique (Proparco) est créée avec comme mission de soutenir les entrepreneurs locaux, nationaux ou français, souhaitant développer des projets dans des pays en développement, notamment en Afrique.
Yves Roland-Billecart devient directeur général de 1979 à 1989.
En 1981, dans un contexte de crise de la dette, la Caisse centrale est autorisée à consentir des aides budgétaires aux pays en difficulté. Il s’agit de soutenir le redressement financier des États en difficulté, d’adopter des réformes économiques et financières  ou encore d'assurer diverses réformes sectorielles, comme la restructuration de filières agricoles touchées par la baisse des recettes d’exportation.

### Années 1990: Sommet de Rio et développement durable
En 1990, pour éviter l’aggravation de la crise de la dette, le président de la République François Mitterrand décide, au Sommet de La Baule, que la Caisse fera désormais des subventions aux pays africains les plus pauvres. La zone d’intervention de la Caisse s’élargit à toute l’Afrique, à certains pays de la Caraïbe ainsi qu’à l’Indochine et au Proche-Orient.
En 1992, le Sommet de la Terre à Rio fait du développement durable un objectif commun pour toute la planète. Le concept devient un enjeu de premier plan pour la CCCE.
Le 30 octobre 1992, la CCCE change de nom et de statuts et devient la Caisse française de développement (CFD). Sa mission est élargie et consiste à financer le développement économique et financier de plus de 60 pays – africains, méditerranéens, asiatiques ou insulaires du Pacifique – et des DOM-TOM. La CFD est un établissement public à caractère industriel et commercial, doté d’une autonomie financière. Elle a pour rôle d’assurer le développement urbain, reconstruire les systèmes financiers et assurer la protection de l'environnement.
En 1994, la CFD se voit confier la gestion du Fonds français pour l’environnement mondial (FFEM). Créé par le gouvernement français à la suite du Sommet de Rio, le FFEM soutient des projets de développement durable en faveur des pays en développement, sans restriction géographique.
Le 17 avril 1998, dans le cadre de la réforme de la politique de coopération de la France, la CFD devient l’Agence française de développement (AFD). Elle est désignée comme opérateur principal de l’aide française au développement. Placée sous la double tutelle des ministères de l’Économie et des Finances, et des Affaires étrangères, elle a pour vocation de promouvoir la croissance et réduire la pauvreté.
Outre la hausse sensible des financements, la décennie 2001-2010 voit la diversification des instruments financiers utilisés par l'AFD : subventions, mais aussi prêts très "concessionnels" ou sans bonifications, fonds d'investissement, fonds de garantie et partenariats. Les bénéficiaires de prêts peuvent trouver auprès de l'AFD des liquidités pour financer à des taux attractifs – dus à la note AAA, la meilleure sur les émissions à long terme, délivrée à l'AFD par les agences de notation internationales – leur politique ou programmes d'investissement quand les marchés ne peuvent répondre à leurs besoins.

### Années 2000: désendettement et aide aux pays émergents
En 2001, dans le cadre de la politique d’annulation de la dette des pays pauvres (décidée au G8 en 1999), la France instaure le Contrat de désendettement et de développement (C2D). Les pays éligibles continuent d'honorer leur dette selon l’échéancier, mais aussitôt le remboursement constaté, l'AFD leur reverse la somme correspondante sous forme de subventions affectées à des programmes de lutte contre la pauvreté.
En décembre 2003, le champ d’intervention de l’AFD s’ouvre à des pays émergents. À titre expérimental, l’AFD est autorisée à intervenir en Chine et en Turquie, puis, en 2006, au Brésil, en Inde, en Indonésie et au Pakistan. En 2009, l’Amérique latine (Colombie et Mexique) devient également une zone d’action à part entière.
En 2009, le gouvernement attribue à l’AFD la mission de financement des initiatives des organisations de la société civile (OSC) françaises ou internationales, jusqu’alors gérée par le ministère des Affaires étrangères.

### Années 2010 et 2020: élargissement des domaines et zones d’intervention
En 2011, l’AFD dispose d’un réseau d’une soixantaine d'agences et de filiales, en Afrique, en Asie, dans le pourtour méditerranéen, au Moyen-Orient, en Amérique latine, dans les Caraïbes et dans l’Outre-mer français. Le réseau compte plus de 1700 agents. L’AFD réalise 6,8 milliards d’euros d’engagement.
En 2013, Anne Paugam succède à Dov Zerah à la direction de l’Agence. Elle est la première femme à diriger  l’AFD.
En 2014, la loi Développement et solidarité internationale, consacre l’importance du travail effectué par l’AFD au service des engagements internationaux de la France. L'AFD concentre l'essentiel des ressources en subventions pour participer à l'amélioration de la santé maternelle et infantile, l'éducation, la formation professionnelle.
En 2015, l’AFD consacre 8,3 milliards d’euros au financement de projets, dont 6,7 milliards d’euros dans les pays en développement et 1,6 milliard en faveur de l’Outre-mer.
En août 2015, en amont de la COP21, le président François Hollande annonce le rapprochement de l'AFD avec la Caisse des dépôts et consignations (CDC). Celui-ci sera en fait moindre qu’envisagé initialement : les deux entités mettent toutefois en commun leurs réseaux à l'étranger, en métropole et dans les DOM-TOM et signent une alliance stratégique en 2017.
Lors de la conférence d’Addis-Abeba en 2015 qui met en évidence les nouveaux défis du financement du développement, les Nations unies adoptent le programme d’Addis-Abeba qui vise l’atteinte de 17 Objectifs de développement durable, les ODD. Ils proposent à chaque pays une feuille de route pour éradiquer la pauvreté, préserver l’environnement et le climat, soutenir la bonne gouvernance et la prospérité.
En décembre 2015, l’Accord de Paris sur le climat est signé. Sa mise en œuvre est au cœur du mandat de l’AFD.
En mai 2016, Rémy Rioux, ancien secrétaire général adjoint du Quai d'Orsay, est nommé à la tête de l'Agence française de développement.
En 2016, l’État français lance sa politique de développement. Le président de la République François Hollande annonce le triplement des fonds propres de l’AFD d’ici 2020.
Le comité interministériel de la coopération internationale et du développement (CICID) du 30 novembre 2016 élargit aussi le mandat de l’AFD à de nouveaux secteurs (gouvernance, industries créatives et culturelles, enseignement supérieur, éducation citoyenne au développement) et à de nouvelles zones géographiques (Balkans, Ukraine, Argentine).
En 2017, le président de la République Emmanuel Macron réaffirme la volonté de faire du développement une priorité de la politique étrangère. Il entreprend une hausse du budget de l’aide française et souhaite que 0,55 % du revenu national brut (RNB) soit consacré à la solidarité internationale d’ici la fin du quinquennat en 2022, contre 0,38 % en 2017. Les projets doivent s’aligner sur l’Agenda 2030 et l’Accord de Paris.
Dès 2017, la France enregistre une hausse de 15 % de son aide, passant ainsi de 0,38 % du RNB à 0,43 %, selon l’OCDE. Les fonds propres de l’AFD sont doublés et les dons augmentent, grâce à l’affectation d’une partie du produit de la taxe sur les transactions financières. Cette année-là, l’AFD passe le cap des 10 milliards d’euros d’engagements, soit une hausse de 11 %, lui permettant de financer 752 nouveaux projets, soit 77 de plus qu’en 2016.
En octobre 2017, l’AFD prend la présidence du réseau International Development Finance Club (IDFC), qui réunit 26 banques nationales et régionales de développement. Les membres s’engagent, aux côtés d’autres bailleurs, à aligner leurs financements sur l’Accord de Paris. Les membres d’IDFC œuvrent à la redirection des flux financiers vers des projets de développement durable, sobres en carbone et résilientes aux effets du changement climatique.
En 2018, le mandat d’intervention de l'AFD est élargi à l’ensemble des pays des Balkans occidentaux (Albanie, Macédoine du Nord, Bosnie-Herzégovine, Kosovo, Monténégro, Serbie) et à de nouveaux secteurs (sport, migrations internationales, économie sociale et solidaire). Les engagements de l’AFD atteignent 11,4 milliards d'euros consacrés à 846 projets à travers le monde, soit une hausse de près de 10 % par rapport à 2017 et une hausse de 40 % en 3 ans. Ses engagements sont en grande majorité des prêts.
Le groupe AFD engage aussi un rapprochement avec Expertise France, l’agence publique de la coopération technique internationale française.
En 2019, le ministère des Armées, le ministère de l’Europe et des Affaires étrangères et l’AFD adoptent au Sahel (Mauritanie, Mali, Burkina Faso, Niger, Tchad) « l’approche 3D » pour « défense, diplomatie et développement ». Cette approche prône la complémentarité des actions des acteurs de la défense, de la diplomatie et du développement pour vaincre la menace terroriste dans la région, favoriser la paix, la sortie de crise et l’autonomisation des populations locales.
Cette année-là, 24 % des engagements financiers du groupe sont consacrés à l'Asie, au Proche et au Moyen-Orient, 15 % à l'Amérique latine et 14 % à la zone des « Trois océans » (territoires français d'Outre-mer, Madagascar). Presque la moitié (46 %) est destinée à l'Afrique, qui est la zone prioritaire d’action de l’AFD. L’AFD est aussi présente en Chine.
En 2019, Rémy Rioux est renouvelé pour trois ans dans ses fonctions de directeur général, sur les recommandations du président de la République.
En 2019, 14,1 milliards d’engagements financiers ont été déclarés par le Groupe.
Lors de la présentation de l’ouvrage collectif L’économie Africaine 2025, Rémy Mioux déclare que « L’année 2024 a également été marquée par le plus gros prêt souverain ainsi que le plus gros prêt non souverain de l’histoire de l’AFD ». Il fait référence à des prêts accordés à l'Afrique du Sud et au Maroc.
En mai 2025, Sandra Kassob est nommée à la tête de l'AFD.

### Directeurs généraux
|                                                  | Nom                   | Nom | Début            | Fin              |
| ------------------------------------------------ | --------------------- | --- | ---------------- | ---------------- |
| Caisse centrale de la France Libre (CCFL)        | André Diethelm        |     | 2 décembre 1941  | 24 novembre 1942 |
| Caisse centrale de la France Libre (CCFL)        | Pierre Denis          |     | 25 novembre 1942 | 29 décembre 1944 |
| Caisse centrale de la France d’Outre-mer (CCFOM) | André Postel-Vinay    |     | 30 décembre 1944 | 9 janvier 1973   |
| Caisse centrale de coopération économique (CCCE) | Claude Panouillot     |     | 10 janvier 1973  | 2 août 1979      |
| Caisse centrale de coopération économique (CCCE) | Yves Roland-Billecart |     | 3 août 1979      | 25 avril 1989    |
| Caisse française de développement (CFD)          | Philippe Jurgensen    |     | 26 avril 1989    | 24 avril 1995    |
| Caisse française de développement (CFD)          | Antoine Pouillieute   |     | 25 avril 1995    | 25 avril 2001    |
| Agence française de développement (AFD)          | Jean-Michel Severino  |     | 26 avril 2001    | 1er juin 2010    |
| Agence française de développement (AFD)          | Dov Zerah             |     | 2 juin 2010      | 29 mai 2013      |
| Agence française de développement (AFD)          | Anne Paugam           |     | 3 juin 2013      | 1er juin 2016    |
| Agence française de développement (AFD)          | Rémy Rioux            |     | 2 juin 2016      |                  |

### Identité visuelle

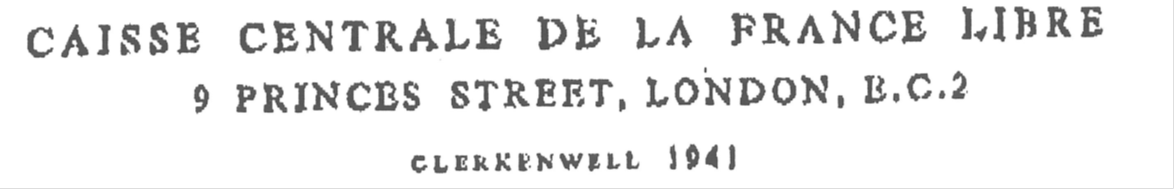
1941
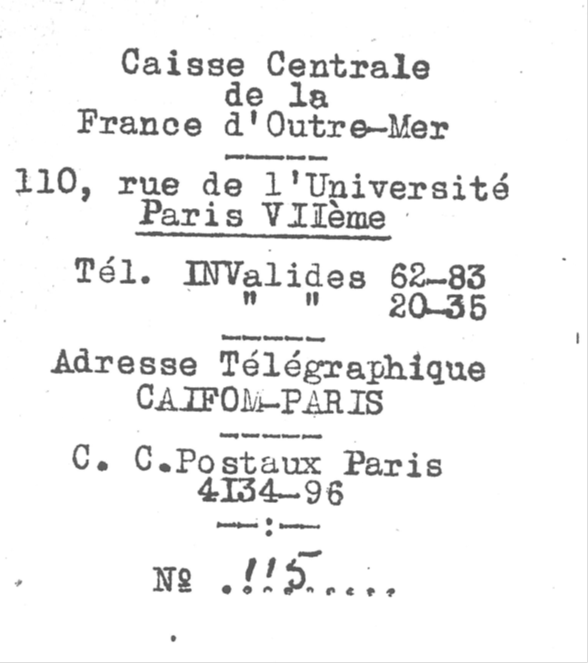
1944
1958
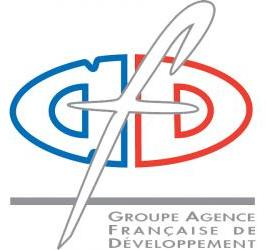
1998
2010
2016

## Cadre d'activité de l'AFD

### Cadre juridique général
En tant qu'établissement de crédit spécialisé, l'AFD est soumise à  la loi bancaire notamment en matière de partage de risques.
L'AFD est une institution financière publique. Le gouvernement lui a confié le rôle d'opérateur-pivot de la politique de coopération française.
Elle conjugue ainsi les fonctions de banque de développement et d’agence de mise en œuvre de la politique d’aide publique au développement de la France.

### L’AFD et la politique gouvernementale de la France
Liée à l'État par un contrat d'objectifs et de moyens, l'AFD met en œuvre les orientations définies dans le cadre du Comité interministériel pour la coopération internationale et le développement (Cicid), présidé par le Premier ministre.
- "Contribuer à la mise en œuvre de la politique d'aide au développement de l’État à l'étranger"
- "Contribuer au développement des départements et des collectivités d'outre-mer ainsi que de la Nouvelle-Calédonie."[49]

En outre-mer, l'AFD conduit, pour le compte de l'État, une politique de soutien aux collectivités publiques et de financement de l'économie. Cette mission a été réaffirmée lors du premier Comité interministériel de l'Outre-mer, présidé par le Président de la République, qui s'est tenu en novembre 2009.

### Budget
Pour mener à bien son activité (prêts et subventions), l’AFD contracte des emprunts sur les marchés de capitaux internationaux (émissions d’obligations) et reçoit une partie du budget de l’État français consacré à l’aide publique au développement. Une partie de la recette de la TTF (taxe sur les transactions financières) lui est aussi affectée.
L’AFD bénéficie aussi de délégations de fonds en provenance d’autres bailleurs, principalement de l’Europe. En 2019, le montant des ressources déléguées s’élève à 706 millions d’euros dont 581 millions d’euros provenant de l’Union européenne. Les fonds propres de l’agence ont été doublés par l’État en 2016, et portés à 5,3 milliards d’euros. Une ligne budgétaire de 847 millions d’euros destinés à des dons, à des subventions et des bonifications de prêts a été octroyée, issue d’une partie de la taxe sur les transactions financières.

### Gouvernance
Son conseil d'administration comprend un président, 16 membres nommés par décret, dont 6 représentants de l'État: le ministère de l'Économie, de l'Industrie et du Numérique, le ministère des Affaires étrangères, le ministère de l'Intérieur, le ministère de l'Outre-mer.

### Transparence
L’AFD a adopté une politique de transparence qui s’inscrit dans le cadre de la loi d’orientation et de programmation relative à la politique de développement et de solidarité internationale du 7 juillet 2014, par laquelle la France s’est engagée à faire de la transparence de son aide une priorité.
La France a renforcé son action en matière de transparence de son aide au développement avec le lancement d’un portail unique sur lequel le ministère de l’Europe et des Affaires étrangères (MEAE) et l’AFD diffusent les données de leurs projets et activités de développement.
En tant qu’institution au service d’une mission d’intérêt général, l’AFD s’est ainsi engagée à renforcer sa démarche de transparence et de publication des données. Elle s’est engagée à publier les informations nécessaires pour répondre à la demande exprimée par l’opinion publique et les acteurs de la société civile d’être mieux informés sur son système de gouvernance, sa stratégie et ses activités dans les pays étrangers et dans les collectivités d’Outre-mer. Elle a également adhéré, au nom de la France, à l’Initiative internationale pour la transparence de l’aide (IATI). Le registre IATI référence les données ouvertes et rendues disponibles à l’aide d’un standard international pour harmoniser et comparer les données relatives à l’aide au développement.
Les informations sur les financements accordés par le groupe AFD sont publiées sur le site Open Data de l’AFD, sur le site internet de l’Initiative internationale pour la transparence de l’aide (IATI) et sur la plateforme ouverte des données publiques françaises.
En 2015, l’effort de publication des données a permis de faire passer l’AFD de la catégorie « poor » à « fair » dans le classement établi par l’ONG Publish What You Fund (PWYF).

## Activités de l'AFD
L’AFD met en œuvre la politique définie par le gouvernement français en matière de partenariats internationaux. Elle a pour mission de tisser des liens positifs entre la France et tous ceux qui souhaitent coopérer avec elle. Elle est mandatée pour lutter contre la pauvreté et les inégalités et de préservation des biens communs. Pour cela, elle finance et en accompagne des projets qui améliorent les conditions de vie des populations, soutiennent la croissance économique et protègent la planète.

### Secteurs
L’AFD intervient dans 115 pays et territoires d'Outre-mer, sur des thématiques variées : santé et protection sociale, éducation et formation, développement urbain, appui aux agriculteurs, accès à l’énergie et efficacité énergétique, soutien aux petites entreprises, eau et assainissement, préservation de la biodiversité et des ressources naturelles, lutte contre le réchauffement climatique, lutte contre les inégalités,. Le développement durable oriente la stratégie de l'AFD, dont les interventions s'inscrivent à la croisée des objectifs de croissance économique, de réduction de la pauvreté et de préservation de l'environnement.
Les engagements par secteurs se répartissent ainsi pour 2023 : 
| Pourcentage | Secteur                                 |
| 15 %        | Eau et assainissement                   |
| 11 %        | Énergie et infrastructures              |
| 10 %        | Transports et mobilité                  |
| 9 %         | Infrastructures et développement urbain |
| 8 %         | Agriculture et développement durable    |
| 8 %         | Territoires et entreprises              |
| 8 %         | Systèmes financiers                     |
| 7 %         | Éducation et formation professionnelle  |
| 5 %         | Gouvernance                             |
| 4 %         | Santé et protection sociale             |
| 2 %         | Ingénierie financière                   |

#### Climat
Depuis 2015, année de l’Accord de Paris et de l’adoption des Objectifs de développement durable, l’AFD fait du climat sa priorité. L’AFD agit pour soutenir l’émergence de modèles de développement plus durables. Elle finance des projets d’adaptation au changement climatique et d’atténuation à ses effets, et propose des prêts de politiques publiques dédiés.
En 2014, l'AFD lance le programme Sunref, afin d'aider des pays de l'Afrique de l'Ouest dans leur transition énergétique en les incitant à utiliser des énergies renouvelables.
En 2017, l’AFD finance plus de 150 nouveaux projets climat. À l’occasion du One Planet Summit, elle devient la première agence « 100 % Accord de Paris », en appuyant la mise en oeuvre de l’Accord de Paris et les transitions bas-carbone et résilientes dans les pays en développement et émergents.
Elle s’est dotée de deux outils opérationnels dédiés : en 2017, la facilité d’études et de renforcement de capacité Adapt’Action, dotée de 30 millions d’euros qui vise à accompagner 15 pays et organisations régionales parmi les plus vulnérables pour les aider à relever le défi de la mise en œuvre du volet adaptation de leurs engagements climat (CDN) ; et en 2019, la Facilité 2050 qui permet d’accompagner des pays d’intervention à forts enjeux climat dans l’élaboration et la mise en œuvre de leurs stratégies de développement bas carbone et résilient (études en appui aux politiques de transition énergétique, trajectoires de décarbonation, impacts socio-économiques du changement climatique, appui à la gouvernance climat).
En octobre 2018, elle lance, en partenariat avec le Fonds Vert pour le climat, le programme Transformation des systèmes financiers pour le climat, doté d’une enveloppe globale de 750 millions de dollars pour mettre en place des projets dans 17 pays, majoritairement africains.
En 2019, l'Agence française de développement, en collaboration avec la Banque du commerce et du développement (BCD), ouvre une nouvelle ligne de crédit de 120 millions de dollars destinée au financement des projets climatiques.
Cette même année, l’AFD engage 6,1 milliards d’euros dans 273 projets en ayant des bénéfices en matière de lutte contre le changement climatique dont 1,1 milliard d'euros en faveur de l’adaptation au changement climatique. 3,3 milliards d’euros sont en faveur de l’atténuation des effets du changement climatique. En 2019, les prêts de politique publique en faveur du climat ont atteint 967 millions d’euros. Ces prêts prennent la forme d’aides budgétaires sectorielle. 30,5 millions d’euros sont accordés à des projets climat d’organisations de la société civile. 50 % des engagements financiers du groupe AFD sont accompagnés de bénéfices sur le climat.
En 2024, les financements climat du groupe AFD ont atteint 7,7 milliards d’euros principalement sous forme de prêts puis de dons.

#### Biodiversité
La biodiversité est au cœur des négociations liées à l’atteinte des objectifs de l’Accord de Paris et de l’Agenda 2030.
L’AFD finance des projets de restauration et de gestion durable des espaces naturels avec et au bénéfice des populations, et entend intégrer cette dimension dans toutes ses politiques de développement et ses secteurs d’intervention, via notamment les Solutions fondées sur la nature.
En 2024, l’AFD a engagé 1,2 milliard d’euros en faveur de la biodiversité soit 9 % du total des engagements du groupe AFD.

#### Lutte contre les inégalités
L’action de l’AFD vise à réduire les inégalités dans plusieurs thématiques et à plusieurs échelles : accès aux services essentiels, emploi, revenus, égalité des sexes… L’AFD promeut un développement plus juste et plus équitable. Depuis 2017, elle coordonne la mise en œuvre d’une facilité de recherche sur les inégalités, financée par la Commission européenne, et finance dans ce cadre des études sur les inégalités dans des contextes spécifiques.

#### Energie
Afin d’atteindre l’objectif fixé par l’Accord de Paris, l’AFD soutient la mise en place de services énergétiques accessibles, efficients et décarbonés. Elle appuie les politiques publiques de la transition énergétique, finance des projets d’investissement pour améliorer l’efficacité énergétique, moderniser les réseaux et déployer les énergies renouvelables.
L’Initiative pour les énergies renouvelables en Afrique (AREI) est lancée en décembre 2015 à Paris. L’AFD s’engage alors à verser 2 milliards de dollars pour doter le continent de 10 GW de capacités supplémentaires d’énergies renouvelables d’ici à 2020 et 300 GW d’ici à 2030.
En 2024, les financements du groupe AFD pour la transition énergétique ont atteint 2,5 milliard d’euros.

#### Éducation, formation et emploi
L’AFD promeut des parcours d’éducation et de formation de qualité et l’accès à un emploi décent en vue de l’autonomisation des individus, en garantissant un accès équitable à des opportunités d’apprentissage tout au long de la vie, le renforcement de la qualité et de la pertinence des enseignements et la promotion du travail décent tout en contribuant au renforcement de la gouvernance des systèmes.
L’action de l’AFD s’inscrit au sein du continuum éducation-formation-emploi. En 2020, l’AFD a engagé 467 millions d’euros dans le secteur, soit 4 % des engagements totaux du Groupe.

#### Santé et protection sociale
L’AFD envisage le développement sanitaire en lien étroit avec les enjeux démographiques, économiques et environnementaux. Elle se positionne sur un continuum d’interventions (santé sexuelle, reproductive, maternelle, néonatale, infantile, adolescente et nutrition) et finance des projets qui visent à améliorer la qualité et l’accessibilité des soins, à favoriser l’accès universel aux services de santé, à créer et étendre des systèmes de protection sociale inclusifs. Elle soutient également l’adaptation des systèmes de santé au changement climatique et le renforcement de la surveillance épidémiologique.
En 2019, l’AFD a engagé 545 millions d’euros dans le secteur.

#### Eau et assainissement
L’eau et l’assainissement occupent une place prioritaire dans l’agenda international de lutte contre la pauvreté. L’AFD finance des projets permettant la construction d’infrastructures, le développement de solutions fondées sur la nature et le renforcement de la gouvernance du secteur afin de protéger et gérer la ressource en eau et d’apporter un service pérenne et de qualité aux populations.
En 2020, le groupe AFD a engagé 1 milliard d’euros dans le secteur, soit 8 % des engagements du Groupe.

#### Développement urbain
L’AFD promeut un développement urbain durable qui concilie cohésion sociale, essor économique et préservation de l’environnement. . Elle finance des projets qui favorisent l’accès universel aux services de base (eau, assainissement, énergie, gestion des déchets…), développent des systèmes de mobilité accessibles et sûrs, limitent l’empreinte écologique des villes, favorisent l’attractivité territoriale et améliorent la gouvernance des villes.
En 2020, l’AFD a engagé près de 1,6 milliard d’euros engagés pour financer des projets et des programmes en faveur d’un développement urbain durable et de l’appui aux collectivités locales.

#### Gouvernance et justice
L’AFD accompagne les pays dans leurs réformes : gestion des finances publiques, processus démocratiques, systèmes judiciaires. Elle finance également des projets de valorisation des diasporas. Depuis 2016, elle a financé 112 projets entièrement consacrés à ce domaine. En 2019, l’AFD a engagé 3 milliards d’euros dans des projets ayant une composante gouvernance.

#### Paix
Partant du constat que les crises sécuritaires, politiques, sanitaires, alimentaires, économiques, sociales, environnementale, interagissent de plus en plus entre elles, sont de moins en moins cantonnées à un seul territoire et menacent les acquis de développement des pays, l’AFD entend compléter les réponses humanitaires et militaires par une action dans la durée pour réduire les fragilités, renforcer la résilience aux chocs des Etats et des sociétés et améliorer la gestion des territoires vulnérables. Il s’agit d’accompagner les Etats partenaires dans de nombreux domaines (éducation, santé, développement économique…) et d’intégrer l’ensemble des paramètres des crises pour les traiter sur le long terme avec les acteurs concernés.
En 2017, dans le cadre de la stratégie française « Prévention, résilience et paix durable », l’AFD lance le Fonds Paix et résilience Minka pour appuyer la prévention des conflits violents et la sortie de crise. Ce Fonds permet de financer des projets dans quatre zones de crises : au Sahel, dans la région du lac Tchad, en République centrafricaine et au Moyen-Orient.
L’AFD a renouvelé en 2018 son engagement à intervenir dans des contextes de crise et de fragilité au sein d’une approche globale aux côtés des acteurs de la diplomatie, de la sécurité, de l’humanitaire, de la recherche et d’autres acteurs du développement.
En 2019, le ministère des Armées, le ministère de l’Europe et des Affaires étrangères et l’AFD ont adopté au Sahel (Mauritanie, Mali, Burkina Faso, Niger, Tchad) « l’approche 3D » pour « défense, diplomatie et développement ». Cette approche prône la complémentarité des actions des acteurs de la défense, de la diplomatie et du développement pour vaincre la menace terroriste dans la région, favoriser la paix, la sortie de crise et l’autonomisation des populations locales.

#### Transport
L’AFD apporte des financements pour développer des modes de transport sobres en carbone, appuyer la planification intégrée des systèmes de mobilité et la réduction des déplacements motorisés. Elle finance ainsi des projets favorisant des systèmes de mobilité inclusifs, efficaces, pérennes, « verts » et sûrs pour tous.
En 2020, l’AFD a engagé 523 millions d’euros en faveur des transports et de la mobilité. 81 % de ces nouveaux engagements présentent un co-bénéfice climat.

#### Nouveaux mandats
En 2017, l’AFD a vu son mandat s’élargir à de nouveaux secteurs : sensibilisation à la solidarité internationale, éducation au développement, industries culturelles et créatives. En 2019, son mandat s’élargit au sport, aux migrations internationales et à l’économie sociale et solidaire.

#### Sensibiliser à la solidarité
Le comité interministériel de la coopération internationale et du développement (CICID) du 30 novembre 2016 a mandaté l’AFD pour « promouvoir en France comme à l’étranger la connaissance par les citoyens des Objectifs de développement durable, ainsi que l’éducation au développement et à la solidarité internationale »,. Dans ce cadre, l’AFD finance des projets de la société civile, des collectivités régionales et de réseaux régionaux et développe des outils pédagogiques destinés aux acteurs du monde éducatif et aux citoyens.

### Zones géographiques d'intervention

#### Afrique
L’Afrique est le continent prioritaire de l’AFD, en particulier la zone subsaharienne. Ainsi, 18 des 19 pays prioritaires de l’agence sont situés sur ce continent (Bénin, Burkina Faso, Burundi, Comores, Djibouti, Ethiopie, Gambie, Guinée, Liberia, Madagascar, Mali, Mauritanie, Niger, République centrafricaine, République démocratique du Congo, Sénégal, Tchad, Togo). Aujourd’hui, l’AFD intervient dans 44 des 54 pays d’Afrique.
En 2019, le groupe AFD a engagé 6,5 milliards d’euros sur le continent (contre 5,6 milliards en 2018), soit 50 % des engagements du groupe en 2019 dans les états étrangers.
Les secteurs prioritaires sont : l’accès aux services essentiels (eau, assainissement, électricité), l’essor urbain, les infrastructures, l’emploi, l’énergie, la préservation des ressources naturelles, le climat, la biodiversité, la justice et la sécurité, la paix, l’éducation et la formation, la santé, la gouvernance, l’appui au secteur privé.
L’agriculture est aussi un secteur majeur. L’AFD prévoit de consacrer 30 milliards de dollars d’ici à 2025 en faveur de ce domaine.
L'accompagnement des femmes est un autre levier. Au Tchad, 350 porteuses de projets sont accompagnées par l'AFD. En Egypte, un nouveau projet vise à amener 1500 femmes vers l'emploi.
L'Afrique subsaharienne est la zone d'intervention prioritaire de la politique publique française de développement. Parmi les nombreux projets, beaucoup portent sur la promotion de l’accès aux services essentiels, l’essor des villes durables, le développement d’infrastructures, d’agricultures familiales et d’entreprises créatrices d’emplois, ainsi que la préservation des ressources naturelles.

#### Amérique Latine et Caraïbes
En Amérique latine et dans les Caraïbes, l’AFD promeut un développement durable et équitable au travers d’une croissance verte et solidaire. Nombreux sont les projets de lutte contre le changement climatique, de développement urbain, ainsi que des projets favorisants une convergence sociale.

#### Asie
En Asie, l'AFD œuvre à favoriser les équilibres environnementaux et régionaux, notamment avec des projets qui limitent l’empreinte l’environnementale des pays et des villes ou qui contribuent à la convergence régionale.

#### Méditerranée et Moyen-Orient
L’AFD accompagne la transition politique et économique de la région notamment en faisant la promotion d’une intégration euro-méditerranéenne, de l'aménagement des territoires et de la création d’emplois.
En 2017, l'AFD a signé une convention avec l'IECD (Institut Européen de Coopération et de Développement) au Liban pour développer les formations courtes qualifiantes, pour permettre aux populations vulnérables libanaises et réfugiées un accès plus facile à l’emploi, à améliorer leurs conditions de vie et aussi promouvoir le vivre-ensemble,,.

#### Balkans occidentaux
À la suite d'une prospection lancée en 2016, le mandat d’intervention de l'AFD est élargi aux Balkans occidentaux.

#### Outre-mer
Depuis 1946, l'AFD est chargée d'une mission d'intérêt général consistant à assurer une offre publique de référence en matière de crédit et de logement social.
En 2015, l’Outre-mer représentait 19 % de l’activité de l’AFD, soit 1,6 milliard d’euros. L'AFD intervient sous plusieurs formes en outre-mer. Les activités de l'Agence s'articulent autour des axes suivants : le financement et l'accompagnement des politiques publiques, le conseil aux collectivités, la promotion de la compétitivité des entreprises et de la création d'emplois, le soutien à l'intégration régionale et l'action en faveur du développement durable. Ainsi, elle finance et accompagne des projets qui améliorent les conditions de vie des populations et soutiennent la croissance économique, tout en préservant l’environnement. Grâce à ses financements, son expertise et sa production de connaissances, elle appuie le secteur public local, finance les entreprises, l’habitat et l’aménagement urbain, et soutient la coopération régionale.
Elle remplit cette mission grâce aux neuf agences  dans l’ensemble des Outre-mer : Guadeloupe, Guyane, Martinique, Mayotte, Nouvelle-Calédonie, La Réunion, Saint-Pierre-et-Miquelon, Polynésie Française, Wallis-et-Futuna.
Dans les DOM, à Saint-Martin, Saint-Barthélemy et Saint-Pierre-et-Miquelon, l’AFD représente également la banque publique d’investissement Bpifrance, qui finance la création, l’innovation, les investissements et le développement international des PME françaises.
L'AFD est actionnaire de référence de sept sociétés immobilières (Simar en Martinique, Sic en Nouvelle-Calédonie, Sig en Guadeloupe, SIDR à la Réunion, Siguy et Simko en Guyane et SIM à Mayotte. Ces sociétés immobilières assurent la promotion, la gestion et la construction de logements sociaux.
Enfin elle met à la disposition de l'Institut d'émission d'outre-mer et l'Institut d'émission des départements d'outre-mer une partie de son personnel.

### Production de connaissances
Activité majeure de l'AFD, la production de connaissances a pour but de contribuer à la définition des politiques de développement de la France et de ses partenaires. Elle est devenue un complément indispensable aux outils financiers et techniques.
L'activité de production intellectuelle de l'AFD est devenue une mission importante au sein de l'Agence au cours des années 2000. Cet effort de production intellectuelle repose sur l'organisation de séminaires et conférences, des formations dispensées par le CEFEB, un programme d'études et de recherche et la mise en place de partenariats avec des centres universitaires et de recherche.
L'AFD propose également de nombreuses publications sur les pays en développement et l'outre-mer :
- La revue Afrique contemporaine, revue d'analyse sociologique, politique et économique sur l'Afrique ;
- La série Documents de travail, qui rend compte de travaux en cours de recherche ;
- Les publications ExPost ;
- la série Focales, qui propose des descriptions et des mises en perspective d’études de cas pratiques (projets, partenariats, expérimentations…) ;
- la série À Savoir, qui rassemble des revues de littérature ou des états des connaissances sur une question présentant un intérêt opérationnel ;
- la série Recherches, qui présente des travaux de recherche initiés et pilotés par l’AFD ;
- la série Conférences et Séminaires, qui met à la disposition d'un vaste lectorat les principaux résultats et acquis des travaux menés par l'AFD et ses partenaires, acteurs de l'aide au développement ;
- la série MacroDev, qui propose des analyses centrées sur un pays, sur une région ou sur des enjeux de nature macroéconomique liés aux processus de développement;
- des ouvrages coédités avec la Banque mondiale ;
- d'autres coéditions ;
- Regards sur la Terre, l'annuel du développement durable coordonné par l'AFD et l'IDDRI ;
- Le blog Idées pour le Développement, lieu d’échanges animé par l’AFD ouvert aux acteurs du développement et au public qui s’y intéresse[89].

Tout cela concourt à une meilleure connaissance de la politique d'aide publique au développement : « sa raison d'être, son efficacité, ses interactions avec les autres politiques publiques, son rôle dans la gestion de la mondialisation ». L'AFD souhaite devenir un pôle de recherche reconnu au niveau international tant en matière de développement durable et de biens publics mondiaux, qu'en matière de conception d'instruments innovants de financement.

## Critiques et controverses
En 2007, l’AFD a été mise en cause pour son soutien à des entreprises françaises soupçonnées de participer à la déforestation, en Afrique centrale.
Alain Joyandet, secrétaire d'État à la Coopération et à la Francophonie de mars 2008 à juillet 2010, a reproché au directeur général de l’époque, Jean-Michel Severino, la politique urgentiste de l’agence sans vision à long terme et un certain manque d'envergure. Cependant, les propos du ministre n’avaient pas fait l’unanimité dans le monde du développement.
Selon la Commission nationale anti-corruption du Cameroun (Conac), deux sociétés écran dont l’une contrôlée par l’AFD sont soupçonnées de fraudes. En décembre 2013, la CONAC a présenté son rapport d’activités 2012 à Yaoundé indiquant que plus de 113 milliards de francs Cfa ont été détournés à la Société de développement du coton (Sodecoton) entre 2002 et 2011.
En 2017, l'AFD envisage de prendre part au financement (à hauteur de 49 %) d'un système de cogénération adossé à une centrale thermique au charbon d'une puissance de 660 mégawatts dans la province du Xinjiang, en Chine, sous la forme d'un prêt de 41 millions d'euros accordé au ministère chinois des finances. S'inscrivant selon l'AFD dans le cadre de la transition énergétique, la cogénération permettrait d'exploiter la chaleur fournie par la centrale pour alimenter en chauffage la ville de Shihezi et, dans une moindre mesure, une future zone industrielle. Alors que l'AFD doit examiner le dossier pour décider d'accorder ou non le financement, les organisations non gouvernementales Oxfam France, 350.org, l'Observatoire des multinationales et la Fondation Danielle-Mitterrand - France Libertés dénoncent le projet, jugeant que la cogénération pérennisera la centrale à charbon, laquelle émettra d'importantes quantités de gaz à effet de serre (responsables du réchauffement climatique). Elles estiment que son financement contreviendrait aux engagements pris par la France dans le cadre de l'Accord de Paris sur le climat,. En outre, Amnesty International estime que la construction de la centrale risque de contribuer à la discrimination (préexistante) des minorités ethniques de la région du Xinjiang, notamment les Ouïghours, par les autorités chinoises. Oxfam dénonce enfin la confidentialité qui accompagne les prises de décision de l'AFD.
En décembre 2021, créée sous le nom de Caisse centrale de la France libre en 1941, l’institution financière publique pourrait changer de nom une nouvelle fois dans les prochains mois, 80 ans après son lancement. Soit un projet en voie de réflexion, qui englobe aussi une remise à plat de son fonctionnement et de sa politique de développement, qui « paraissent inadaptés par rapport à notre expérience », selon son directeur Rémy Rioux[réf. nécessaire].
La promotion de la francophonie ne semble pas non  plus une priorité selon l'ancien ambassadeur Pierre Jacquemot : « Le comble de l’absurde est advenu le 7 décembre 2022, lors de la 15e Conférence internationale organisée par l’AFD à Paris sur le thème de la sustainability (développement durable), quand Souleymane Bachir Diagne, éminent philosophe sénégalais, a dû traduire en anglais sa communication qu’il avait rédigée en français, et qui a été retraduite en français par l’interprète pendant la séance. »

## Groupe AFD

### Proparco
Filiale de l’AFD créée en 1977, Proparco est une institution financière de développement qui a pour mission de favoriser les investissements privés en faveur de la croissance, du développement durable et de l’atteinte des objectifs du millénaire pour le développement (OMD), dans les pays émergents et en développement. Elle propose des financements permettant de répondre aux besoins spécifiques des investisseurs dans le secteur productif, les systèmes financiers, les infrastructures et le capital-investissement.
Proparco est conjointement détenue par l'AFD à hauteur de 59,04 % et par des actionnaires privés du Nord et du Sud.

### Campus AFD
Le Campus AFD est l'institut de formation de l'AFD. Basé à Marseille, il propose des formations en faveur des partenaires du Sud et contribue au renforcement de leurs capacités. Il joue également le rôle de plate-forme de diffusion de l'expertise de l'AFD à destination de ses partenaires.

### FFEM
L’AFD est chargée du secrétariat et de la gestion financière du Fonds français pour l'environnement mondial (FFEM), fonds public bilatéral créé à l'initiative du gouvernement français en 1994, est un instrument financier de la politique française de coopération et de développement, destiné à la protection de l’environnement et au développement durable.
Son pilotage est assuré par cinq ministères (économie et finances, affaires étrangères, développement durable, recherche, agriculture) et l’AFD.

### Expertise France
À la suite de la réunion du CICID le 8 février 2018, le gouvernement décide d'intégrer l'agence française d'expertise technique internationale Expertise France (EF) dans le groupe AFD élargi.